# 最贫穷的哈佛女孩
《风雨哈佛路》（英語：Homeless to Harvard: The Liz Murray Story）是一部由彼得·莱文执导的美国电视电影，改編自莉絲·默里的同名自傳。该片于2003年4月7日首次在美国上映，获得三项艾美奖黄金时间提名，其中一项提名是为电视电影制作的杰出影片，另一项提名是为一部迷你剧或电影中的杰出女主角。